# Đại Thành
Đại Thành is een xã in het district Hiệp Hoà, een van de districten in de Vietnamese provincie Bắc Giang. De provincie Bắc Giang ligt in het noordoosten van Vietnam, wat ook wel Vùng Đông Bắc wordt genoemd. Đại Thành ligt aan de oever van de rivier Cầu, ongeveer 35 kilometer ten noorden van de Vietnamese hoofdstad Hanoi.

## Trivia
- In Đại Thành ligt een gehucht, met dezelfde naam als de Vietnamese hoofdstad, Hà Nội.

Thị trấn: Thắng

Xã: Bắc Lý · Châu Minh · Đại Thành · Danh Thắng · Đoan Bái · Đông Lỗ · Đồng Tân · Đức Thắng · Hòa Sơn · Hoàng An · Hoàng Lương · Hoàng Thanh · Hoàng Vân · Hợp Thịnh · Hùng Sơn · Hương Lâm · Lương Phong · Mai Đình · Mai Trung · Ngọc Sơn · Quang Minh · Thái Sơn · Thanh Vân · Thường Thắng · Xuân Cẩm